# Guido Armido Sardelli
Guido Armido Sardelli (Don Torcuato, 5 de diciembre de 1988) es un músico argentino, conocido por ser el baterista, guitarrista y vocalista de la banda de rock argentina Airbag, junto a sus hermanos Patricio y Gastón.

## Biografía
Guido Armido Sardelli nació el 5 de diciembre de 1988 en Don Torcuato, Tigre, Buenos Aires, Argentina. Sus padres son Gastón Sardelli y Alicia Beatriz, y fue criado al lado de sus hermanos Patricio y Gastón.
Su pasión por la música comenzó gracias a su abuela y a su hermano Gastón, el cual formó una banda con sus amigos, quienes realizaban los ensayos en su casa.
Pero cuando estos ensayos terminaban, Pato y Guido se acercaban a probar los instrumentos descubriendo cual les gustaba más. Gastón tocaba el bajo, Patricio la guitarra y Guido la batería. Y así se formó la agrupación llamada "Los nietos de Chuck" lo que luego sería mejor nombrada como “Airbag”.

### Vida personal
Guido Sardelli, conocido por ser una figura pública reservada respecto a su vida personal, ha mantenido siempre una distancia prudente entre su carrera y su estado sentimental.  

### Airbag
Desde sus comienzos esta banda logró alcanzar la popularidad con bastante rapidez, sobre todo en jóvenes argentinas.
Ya con varios temas compuestos y con influencias musicales de muchos géneros pasando por el rock and roll, tango o música clásica, los chicos deciden grabar un demo. El demo llegó a las manos de la compañía Warner Music, y se les dio la oportunidad de grabar su primer disco. Los hermanos decidieron cambiar el nombre de la banda por Airbag.
Pero no todo fue "color de rosa" para esta banda pues durante sus comienzos y explosión a la fama los chicos fueron estafados por su Mánager. Esto les costaría un gran monto de dinero para pagar abogados en el juicio. Si bien pasaron por momentos difíciles jamás pararon de componer y grabar canciones que con el tiempo se convirtieron en éxitos y lograron alcanzar primeros puestos en las radios argentinas. Una de las más populares en sus inicios fue "La partida de la gitana". Más adelante "Cae el sol", "Noches de insomnio", "Por mil noches", hasta llegar a "Vivamos el momento" ,"Como un diamante" y "Über puber".
Las influencias de la banda de rock Airbag siempre fueron muy variadas: pasando por el tango de Carlos Gardel, por el rock and roll de Chuck Berry y por bandas hard rock como Rata Blanca, Deep Purple, Aerosmith, Bon Jovi, Van Halen, Iron Maiden, y Muse hasta llegar a Rammstein.
En 2017 realizaron junto a una gran orquesta sinfónica un concierto llamado "Sinfónico ultra" en el estadio Luna Park donde además de versionar sus canciones a modo sinfónicas incluyeron a su repertorio grandes de la Música Clásica como Beethoven, Mozart y también Tangos de Astor Piazzolla y Carlos Gardel.
Hoy Guido compone canciones al igual que sus hermanos en Airbag (toca la batería en el estudio y en vivo toca la guitarra y canta) y entre los tres lograron encontrar una armonía e identidad, no sólo en lo musical sino también en los mensajes de sus letras (que suelen apuntar a conceptos como la libertad, la independencia y los miedos que podemos tener los humanos relacionados con la existencia y el amor) que los identifica, distingue y los mantiene vigentes en la escena musical argentina y también en el resto de países de Latinoamérica (a los que suelen visitar seguido por la creciente demanda de su público, por ejemplo: Uruguay, Perú, Bolivia y sobre todo México).

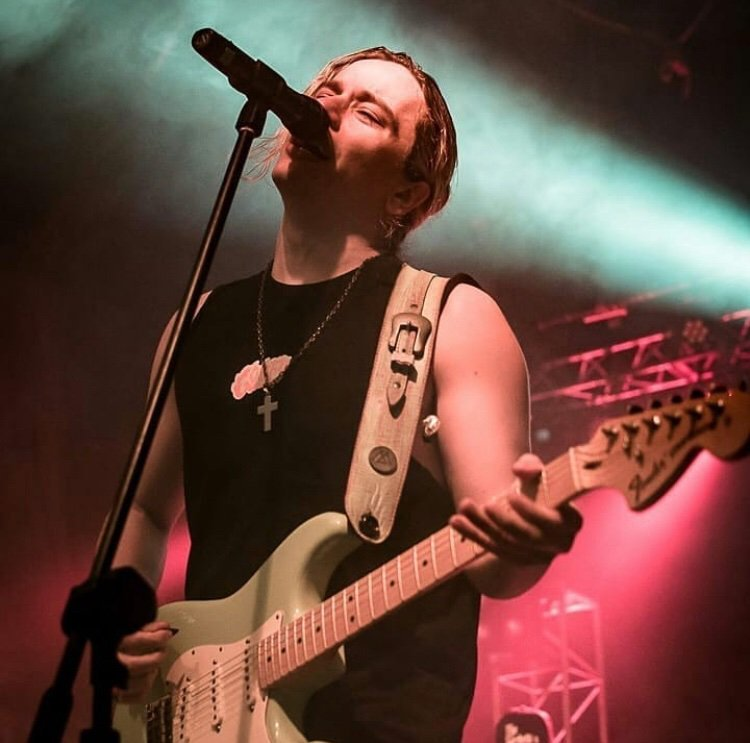
Guido Sardelli cantando y tocando la guitarra en uno de los espectáculos de Airbag.

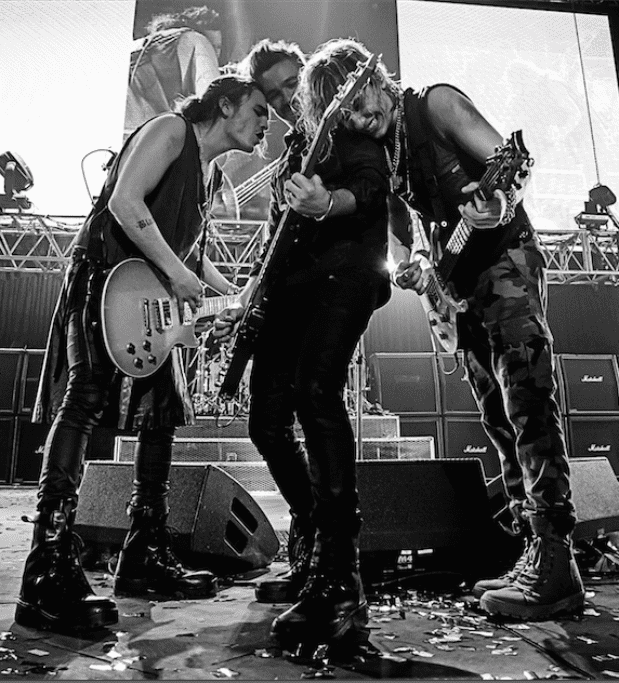
Guido Armido Sardelli, Patricio Sardelli y Gastón Sardelli. Los hermanos que componen Airbag tocando, en una de sus místicas giras. Estadio Luna Park, Buenos Aires, Argentina.

## Discografía

### En la banda Airbag
- 2004: Airbag
- 2006: Blanco y negro
- 2008: Una hora a Tokyo
- 2011: Vorágine
- 2013: Libertad
- 2016: Mentira la verdad
- 2021: Al parecer todo ha sido una trampa
- 2025: El club de la pelea